# Paalzitten
Paalzitten is een spel met het doel om zo lang mogelijk op een (meestal houten) paal te blijven zitten.
De paal is meestal voorzien van een plank om op te zitten en een voetsteun. Eventueel is er ook een ruggensteun. Meestal is elke paar uur een korte pauze toegestaan om bijvoorbeeld naar het toilet te gaan. De paal staat meestal in het water, zodat letsel wordt voorkomen als de deelnemer eraf valt. Meestal is er sprake van een competitie, met meerdere deelnemers, ieder op een paal, die tegelijk beginnen.
In Roelofarendsveen werd in 1970 tot 1972 het wereldkampioenschap paalzitten gehouden op het Braassemermeer. Hierbij zat de winnaar van het laatste jaar 92 uur onafgebroken op de paal. Tijdens dit kampioenschap was het ook niet toegestaan om van de paal te gaan om naar het toilet te gaan; er werd een grote doek voor de deelnemer gehangen waarna degene in een emmer zijn behoefte moest doen.

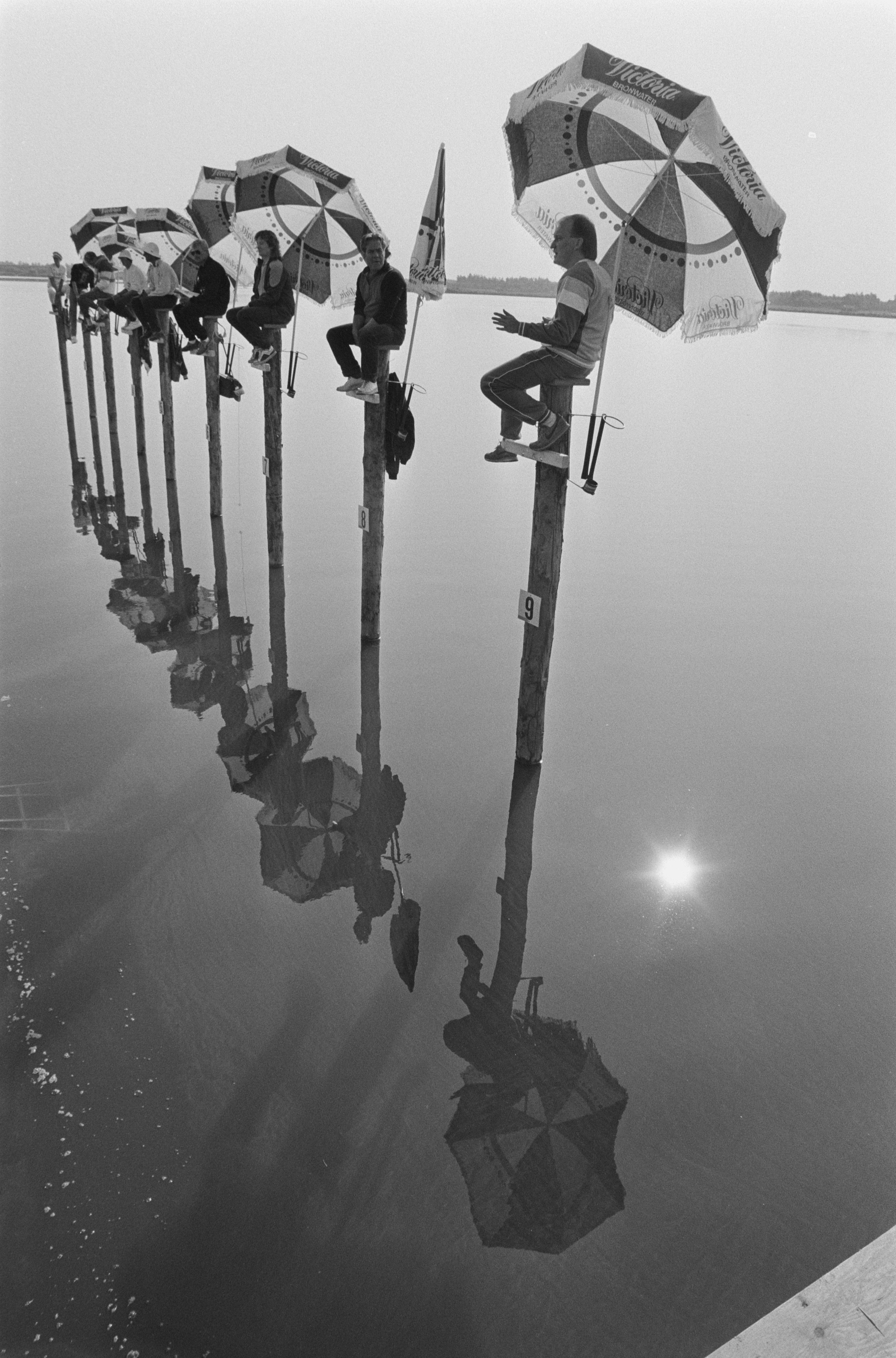
WK Paalzitten 1986 (Noordwijkerhout)

In het weekend van 5 september 2008 werd voor de derde keer het Fries Kampioenschap Paalzitten georganiseerd. Aan dit kampioenschap in Warns deden acht paalzitters mee. De winnaar wist 70 uur op de paal te blijven zitten. Een ander recent voorbeeld van een paalzittoernooi was bij het programma "The Bar". Hier zou degene die het langst op de paal zou blijven zitten de prijs van een vliegtuig aangeboden krijgen.
Op Aruba werd in 2011 voor de 17e keer het kampioenschap paalzitten georganiseerd door Café The Plaza, zoals altijd op Hemelvaartsdag. Het record van 2010 van 87 uren en 15 minuten moest met minimaal 15 minuten worden verbroken, wat ook lukte: de twee winnaars, Liesbeth Cornes (30) en Michelle Faassen (24), zaten 87 uren en 30 minuten op een paal, zonder te slapen, van 2 juni (7.00 uur) t/m zondag 5 juni (22.30 uur). De paalzitters zitten er voor zichzelf en voor een goed doel. Een derde van de opbrengst ging in 2011 naar de voedselbank Fundacion Pa Nos Comunidad (FPNC).
De Sportman van de Eeuw (2006) is een film over paalzitten.